# Philipp Peschke
Philipp Peschke (13 de junio de 2005) es un deportista alemán que compite en natación, especialista en el estilo libre. Ganó una medalla de bronce en el Campeonato Europeo de Natación de 2024, en la prueba de 4 × 200 m libre mixto.

## Palmarés internacional
| Campeonato Europeo | Campeonato Europeo | Campeonato Europeo | Campeonato Europeo    |
| Año                | Lugar              | Medalla            | Prueba                |
| ------------------ | ------------------ | ------------------ | --------------------- |
| 2024               | Belgrado (Serbia)  | Medalla de bronce  | 4 × 200 m libre mixto |